# Пономаренко, Владимир Николаевич
Влади́мир Никола́евич Пономаре́нко (укр. Володимир Миколайович Пономаренко; род. 29 октября 1972, Николаев) — украинский футболист, полузащитник. В настоящее время — на тренерской работе.
В 1991 году начал играть в очаковском «Маяке». Затем семь лет выступал за «Николаев». Далее играл в высшей лиге за «Кривбасс», донецкий «Металлург» и «Таврию». Четыре раза становился бронзовым призёром чемпионата Украины. Под 19 номером вошёл в 50-ку из лучших игроков криворожского «Кривбасса» по версии портала Football.ua. С 2005 года работал в тренерском штабе команд «Кривбасс-2». С 2007 года — тренер МФК «Николаев».

## Игровая карьера
Футболом начал заниматься в николаевской ДЮСШ № 3. Первый тренер Виктор Шеховцев определил новичку место в полузащите. Через несколько лет Пономаренко продолжил обучение в ДЮСШ «Судостроитель» у Владлена Науменко.
Первой профессиональной командой Пономаренко в 1991 году стал очаковский «Маяк». В 1992 году футболист был приглашён в главную команду области — николаевский «Эвис». В этой команде дебютировал 1 августа 1992 года в кубковой игре с «Благо». В первом же матче забил свой первый гол за «корабелов», принёсший победу николаевцам со счётом 2:1. Через две недели в домашнем поединке с северодонецким «Химиком» Пономаренко открыл счёт голам в чемпионатах Украины. За шесть сезонов в Николаеве стал одним из лидеров команды. Дважды признавался лучшим футболистом области (1997 и 1998). Восемь раз выводил команду на поле с капитанской повязкой. Самым успешным для Пономаренко в составе «корабелов» стал сезон 1997/98 годов, в котором СК «Николаев», так стала называться команда, с большим отрывом от второго места выиграл первую лигу. После этого успеха четверо лидеров николаевцев — Лавренцов, Бугай, Пономаренко и Забранский — были приглашены в криворожский «Кривбасс». После этого события почти на пятнадцать лет Пономаренко стал последним игроком «корабелов», отпущенным из клуба в высший дивизион за деньги.

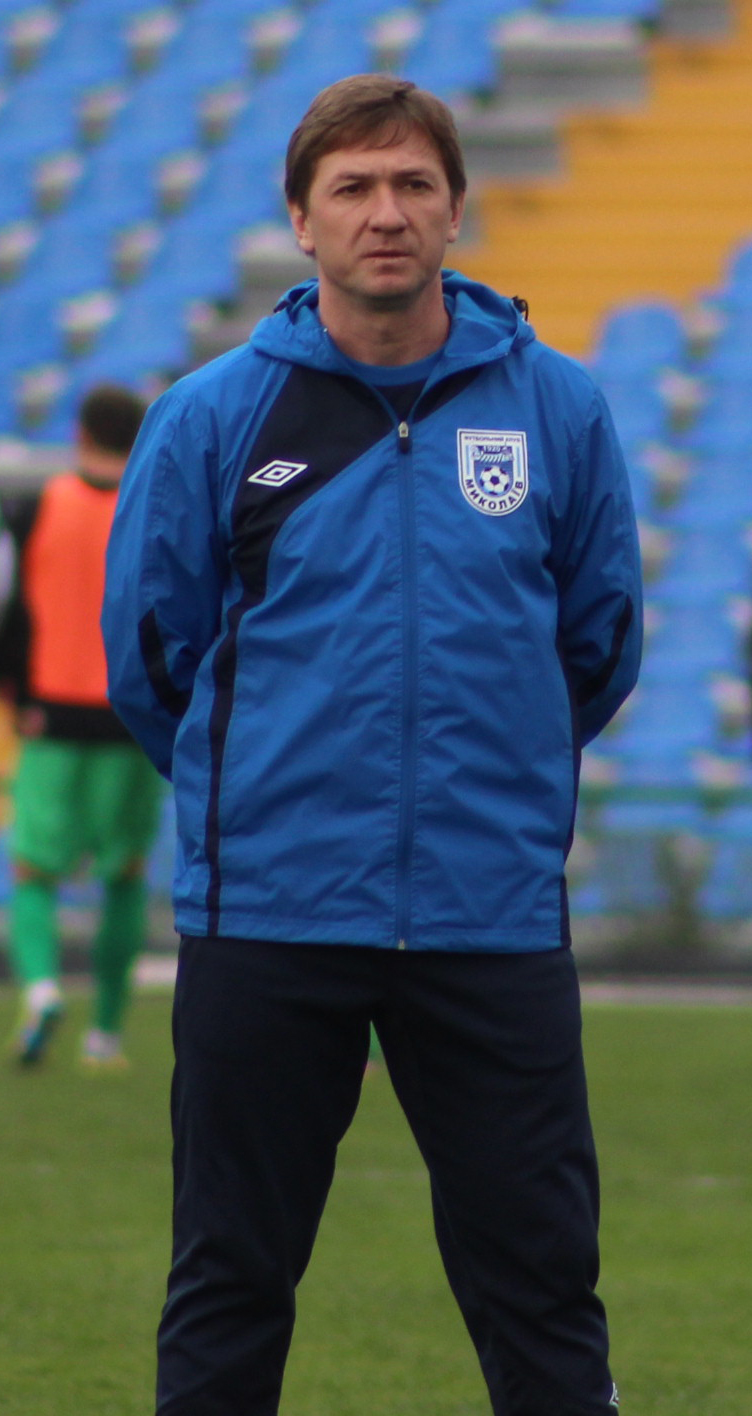
Пономаренко руководит тренировкой «Николаева»

В июле 1998 года Пономаренко дебютировал в криворожской команде. Бывшие николаевцы Лавренцов и Пономаренко стали одними из тех, кто задавал тон в игре «Кривбасса», ставшего впервые в истории по итогам сезона бронзовым призёром чемпионата Украины. Пономаренко же с шестью голами стал лучшим бомбардиром команды в этом успешном сезоне. После бронзового успеха «Кривбассу» предстояло стартовать в Кубке УЕФА. 12 августа 1999 года на стадионе «Металлург» в игре с азербайджанским «Шамкиром» на 8-й минуте матча Пономаренко открыл счёт европейским голам «Кривбасса». В составе «Кривбасса» в 2000 году Пономаренко вновь завоевал бронзовые медали. Всего в криворожской команде в период с 1998 по 2001 и 2004 годах провёл 102 матча, забил 11 голов.
Зимой 2001 года «Кривбасс» стал испытывать финансовые трудности. Пономаренко перешёл в донецкий «Металлург». В Донецке за три сезона добавил к своим достижениям ещё две бронзовые медали чемпионата Украины (2002, 2003). В мае 2002 года главный тренер сборной Украины Леонид Буряк вызывал Пономаренко в сборную на турнир LG-cup, который проходил в Москве. На закате карьеры вернулся в «Кривбасс», затем попробовал свои силы в «Таврии», а оттуда по приглашению Александра Косевича перешёл на тренерскую работу в «Кривбасс-2» в качестве играющего-тренера.
В сезоне 2006/07 годов вернулся в МФК «Николаев» и, сыграв 13 игр, окончательно перешёл на тренерскую работу. Всего в николаевской команде провел 234 игры и забил 27 мячей.

## Тренерская карьера
С мая 2007 года с перерывами входит в тренерский штаб МФК «Николаев». 3 ноября 2013 года после отставки Олега Федорчука, был назначен исполняющим обязанности главного тренера МФК «Николаев». В этой должности провёл 3 матча.

## Стиль игры
Василий Гнатюк, обозреватель портала Football.ua, так охарактеризовал футболиста: «мобилен, быстр, умеет на скорости запросто обыграть пару соперников. При этом Владимир хорошо видит поле и читает игру: если партнёр находится в выгодной позиции, то Пономаренко тут же переадресует ему мяч. Да и сам футболист при случае не против проверить надёжность вратаря соперника, а экзаменатор из Пономаренко будь здоров! Может и с игры пробить, может и стандартное положение удачно использовать — мастерства Владимиру не занимать. К тому же, Владимир, если надо, сыграет и через не могу, поведёт партнёров за собой, вселяя тем самым надежду на благоприятный исход встречи в сердца болельщиков».
Александр Двойнисюк, журналист газеты «Николаевские новости», так охарактеризовал футболиста: «…хавбека отличает в игре неутомимость, мобильность, умение „вскрыть“ фланг соперника и сделать точную передачу партнёру. Плюс ко всему — высокая техника и отлично поставленный удар»

## Семейное положение
Женат. Жена Алёна. Сын Александр играет в футбол в любительских командах.

## Достижения
СК «Николаев»
- Победитель первой лиги Украины (1): 1997/98.

 «Кривбасс»
- Бронзовый призёр чемпионата Украины (2): 1998/99, 1999/2000.

 «Металлург» Донецк
- Бронзовый призёр чемпионата Украины (2): 2001/02, 2002/03.

## Статистика по сезонам
| Клуб             | Сезон            | Чемпионат        | Чемпионат | Чемпионат | Кубок | Кубок | Кубок УЕФА | Кубок УЕФА | Итого | Итого |
| Клуб             | Сезон            | У                | Игры      | Голы      | Игры  | Голы  | Игры       | Голы       | Игры  | Голы  |
| ---------------- | ---------------- | ---------------- | --------- | --------- | ----- | ----- | ---------- | ---------- | ----- | ----- |
| Артания          | 1991             | ІІІ              | 44        | 2         | —     | —     | —          | —          | 44    | 2     |
| Артания          | 1992             | ІІ               | 26        | 2         | 1     | 0     | —          | —          | 27    | 2     |
| Артания          | Итого            | Итого            | 70        | 4         | 1     | 0     | 0          | 0          | 71    | 4     |
| Николаев         | 1992/93          | ІІ               | 41        | 5         | 4     | 1     | —          | —          | 45    | 6     |
| Николаев         | 1993/94          | ІІ               | 38        | 5         | 4     | 0     | —          | —          | 42    | 5     |
| Николаев         | 1994/95          | І                | 30        | 2         | 2     | 3     | —          | —          | 32    | 5     |
| Николаев         | 1995/96          | І                | 31        | 2         | 1     | 0     | —          | —          | 32    | 2     |
| Николаев         | 1996/97          | ІІ               | 42        | 7         | 1     | 0     | —          | —          | 43    | 7     |
| Николаев         | 1997/98          | ІІ               | 39        | 6         | 3     | 1     | —          | —          | 42    | 7     |
| Николаев         | Итого            | Итого            | 221       | 27        | 15    | 5     | 0          | 0          | 236   | 32    |
| Кривбасс         | 1998/99          | І                | 27        | 6         | 1     | 0     | —          | —          | 28    | 6     |
| Кривбасс         | 1999/00          | І                | 27        | 0         | 4     | 0     | 4          | 1          | 35    | 1     |
| Кривбасс         | 2000/01          | І                | 18        | 0         | 2     | 0     | 2          | 0          | 22    | 0     |
| Кривбасс         | 2001/02          | І                | 13        | 4         | 4     | 0     | —          | —          | 17    | 4     |
| Кривбасс         | Итого            | Итого            | 85        | 10        | 11    | 0     | 6          | 1          | 102   | 11    |
| Металлург        | 2001/02          | І                | 12        | 0         | 2     | 0     | —          | —          | 14    | 0     |
| Металлург        | 2002/03          | І                | 25        | 2         | 2     | 0     | —          | —          | 27    | 2     |
| Металлург        | 2003/04          | І                | 7         | 0         | 0     | 0     | 2          | 0          | 9     | 0     |
| Металлург        | Итого            | Итого            | 44        | 2         | 4     | 0     | 2          | 0          | 50    | 2     |
| Кривбасс         | 2003/04          | І                | 14        | 1         | —     | —     | —          | —          | 0     | 0     |
| Кривбасс         | 2004/05          | І                | 3         | 0         | 1     | 0     | —          | —          | 4     | 0     |
| Кривбасс         | Итого            | Итого            | 17        | 1         | 1     | 0     | 0          | 0          | 18    | 1     |
| Таврия           | 2004/05          | І                | 8         | 0         | 4     | 0     | —          | —          | 12    | 0     |
| Таврия           | Итого            | Итого            | 8         | 0         | 4     | 0     | 0          | 0          | 12    | 0     |
| Кривбасс-2       | 2005/06          | ІІІ              | 24        | 1         | —     | —     | —          | —          | 24    | 1     |
| Кривбасс-2       | Итого            | Итого            | 24        | 1         | 0     | 0     | 0          | 0          | 24    | 1     |
| Николаев         | 2006/07          | ІІ               | 13        | 0         | 1     | 0     | —          | —          | 14    | 0     |
| Николаев         | Итого            | Итого            | 13        | 0         | 1     | 0     | 0          | 0          | 14    | 0     |
| Всего за карьеру | Всего за карьеру | Всего за карьеру | 482       | 45        | 37    | 5     | 8          | 1          | 527   | 51    |